# Run to Me (Bee Gees)
Run to Me è un singolo dei Bee Gees pubblicato nel 1972 ed estratto dall'album To Whom It May Concern.

## Tracce
- 7"

1. Run to Me
2. Road to Alaska

## Formazione
- Barry Gibb - voce, chitarra
- Robin Gibb - voce
- Maurice Gibb - voce, basso, piano, chitarra
- Clem Cattini - batteria
- Alan Kendall - chitarra
- Bill Shepherd - arrangiamenti orchestrali